# 威爾·福爾特
奧維爾·威利斯·福爾特四世（/ˈfɔːrteɪ/，1970年6月17日—）是一名美國演員、喜劇演員、編劇和製片人。他在2002年至2010年主持《週六夜現場》，以及在情景喜劇片《最後一個男人》（2015年至2018年）中主演、編劇而聞名。對於《最後一個男人》，他獲得了黃金時段艾美獎提名三項：兩項為喜劇系列最佳男主角獎，一項為喜劇類最佳寫作。他還獲得了的艾美獎提名。

## 外部連結
- 威爾·福爾特在互联网电影资料库（IMDb）上的資料（英文）
- Will Forte LiveJournal Community （页面存档备份，存于）
- Will Forte （页面存档备份，存于） shares his favorite NY places at ontheinside.info （页面存档备份，存于）
- Interview with Will Forte at CollegeHumor （页面存档备份，存于）
- YouTube上的Forte supports the Writers Guild of America in this video